# 小金湯温泉
小金湯温泉（こがねゆおんせん）は、北海道札幌市南区にある温泉である。郊外農村の中にある小さな温泉地で、札幌市街からは、定山渓温泉の手前に位置する。

## 泉質
- 硫黄泉
- アルカリ性単純温泉

源泉温度は30℃前後と、いずれもぬる湯である。

## 温泉街
国道230号から200メートルほど奥に入ったところ、豊平川の清流近くに「湯元 小金湯」と「まつの湯」の2軒の宿泊施設が存在する静かな温泉地である。どちらの施設も日帰り入浴可能、露天風呂があり、加温濾過循環方式である。
川の対岸に山が迫って、柱状節理の壁をなす。昔は付近に黄金橋という吊り橋があったが、今はない。北東側には砥山ダムがある。
温泉地には、「札幌市アイヌ文化交流センター」別名「サッポロピリカコタン」がある。

## 歴史
以前より、和人の居住はあったといい、正確な起源は明らかではない。
- 1883年（明治16年）頃 - 熊本からの入植者により、カツラの木の下から湧出している温泉が発見される。
- 1887年（明治20年） - 吉川太左衛門が開湯（→のちの吉川旅館。大正3年に福田金之助が、昭和2年に宮崎秋雄が引き継ぐ）。
- 1890年（明治23年） - 入植者の出身地から「熊本開墾」が住所地名となる。
- 1893年（明治26年） - 中谷彌三右衛門が湯泉の一角の払下げを受ける（彌三右衛門の逝去後は、娘のヨネが引き継ぐ）。
- 大正時代の記録に「黄金湯」の地名があらわれ、これがのちに小金湯になった（地名の由来には諸説ある）。
- 1936年（昭和11年） - 中谷家により更生園が開業、湯元なかや温泉旅館となる（1954年に火災に遭うが再興。1979年に小金湯クーアパークホテルに改称→1997年に湯元中谷 小金湯パークホテルに改称）。
- 1936年（昭和11年）10月20日 - 定山渓鉄道線小金湯停留所が新設される。
- 1942年（昭和17年） - 旧吉川旅館が板倉家に引き継がれ、黄金湯温泉旅館として開業（2004年末に混浴廃止、2007年5月10日に日帰り入浴廃止、30日廃業）。
- 1944年（昭和19年） - 札幌の割烹「いく代」の主人である斉藤源蔵が別荘を開業（戦時中は海軍の寮に転用、戦後は元に戻る。1949年9月の豊平川の洪水で斉藤源蔵ら七名が犠牲となり、1964年に火災に遭うが再興。1998年に「旬の御宿まつの湯」としてリニューアル）。
- 1962年（昭和37年） - 住所地名が正式に「小金湯」となる。
- 1969年（昭和44年）11月1日 - 定山渓鉄道線および小金湯停留所が廃止となる。
- 2008年（平成20年）3月29日 - 小金湯パークホテルが黄金湯温泉旅館の跡地を買収、改築。「湯元小金湯」としてリニューアル。

## 桂不動
小金湯パークホテルの庭にはカツラの巨木が生えており、地域のシンボルとなっている。幹周りは10.5メートルに達し、美瑛町でさらに太いカツラ「森の神様」が発見されるまでは北海道内最大とされていた。
伝説によれば、かつて美泉定山がこの樹の下で一夜を明かした際、夢の中に樹霊が現れて霊泉のありかを示したという。
中谷彌三右衛門が樹の下に不動明王を祀り、ホテル3代目の中谷弥一が札幌市内各地から放置されていた地蔵30体以上を集め、ここで供養した。

## ギャラリー

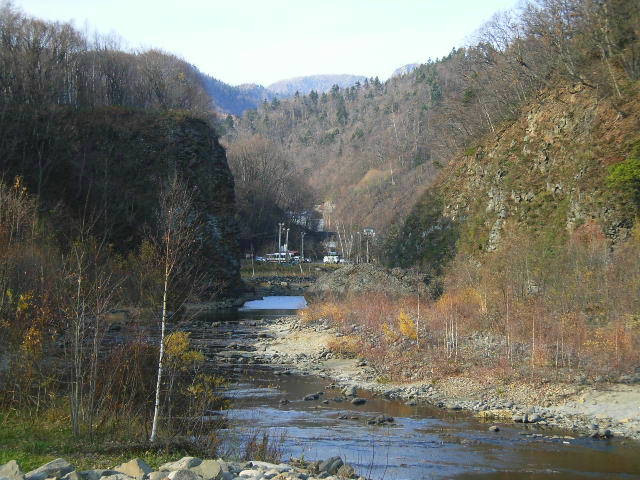
豊平川と小金湯温泉（2004年11月）
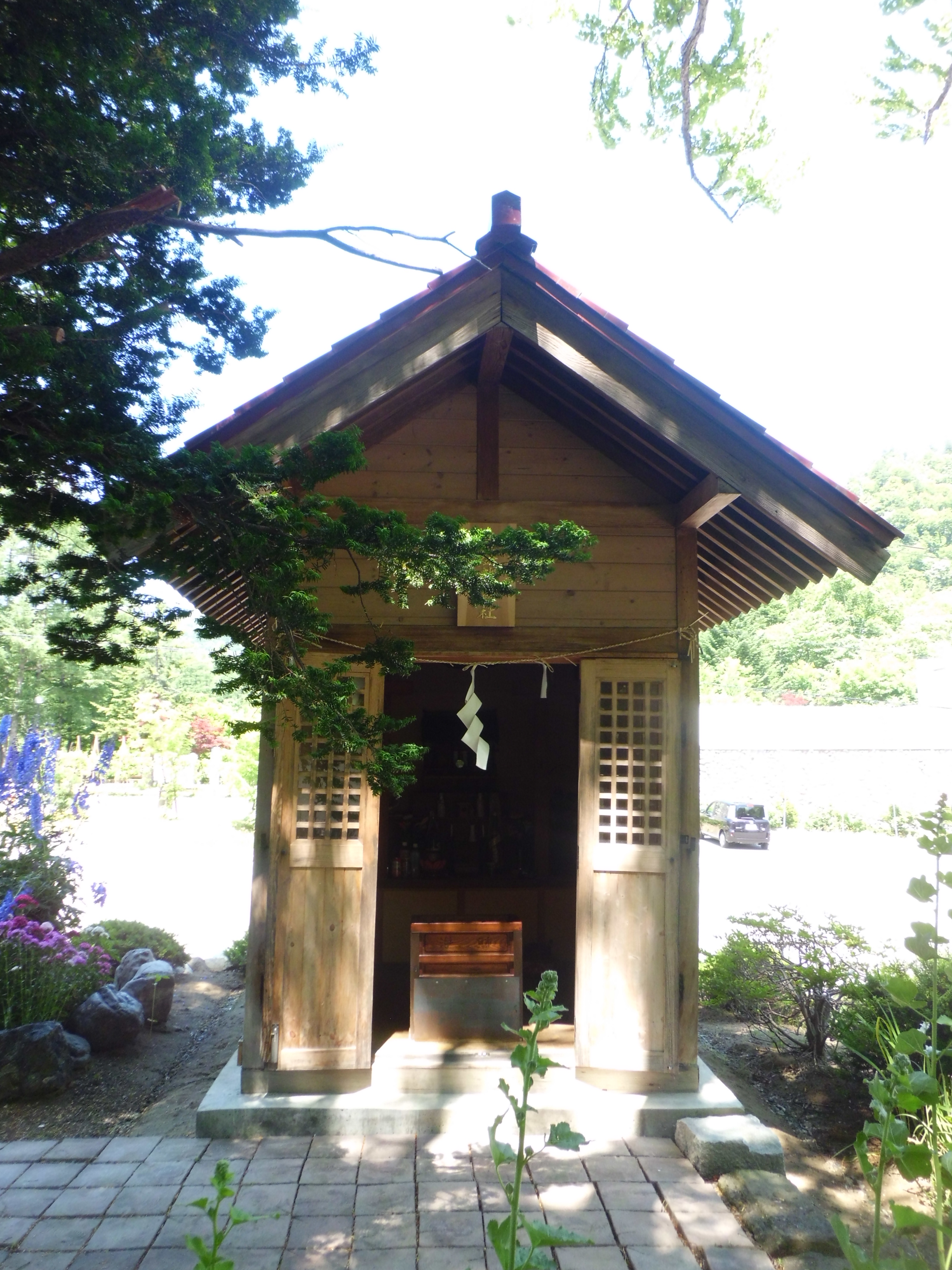
黄金龍神社
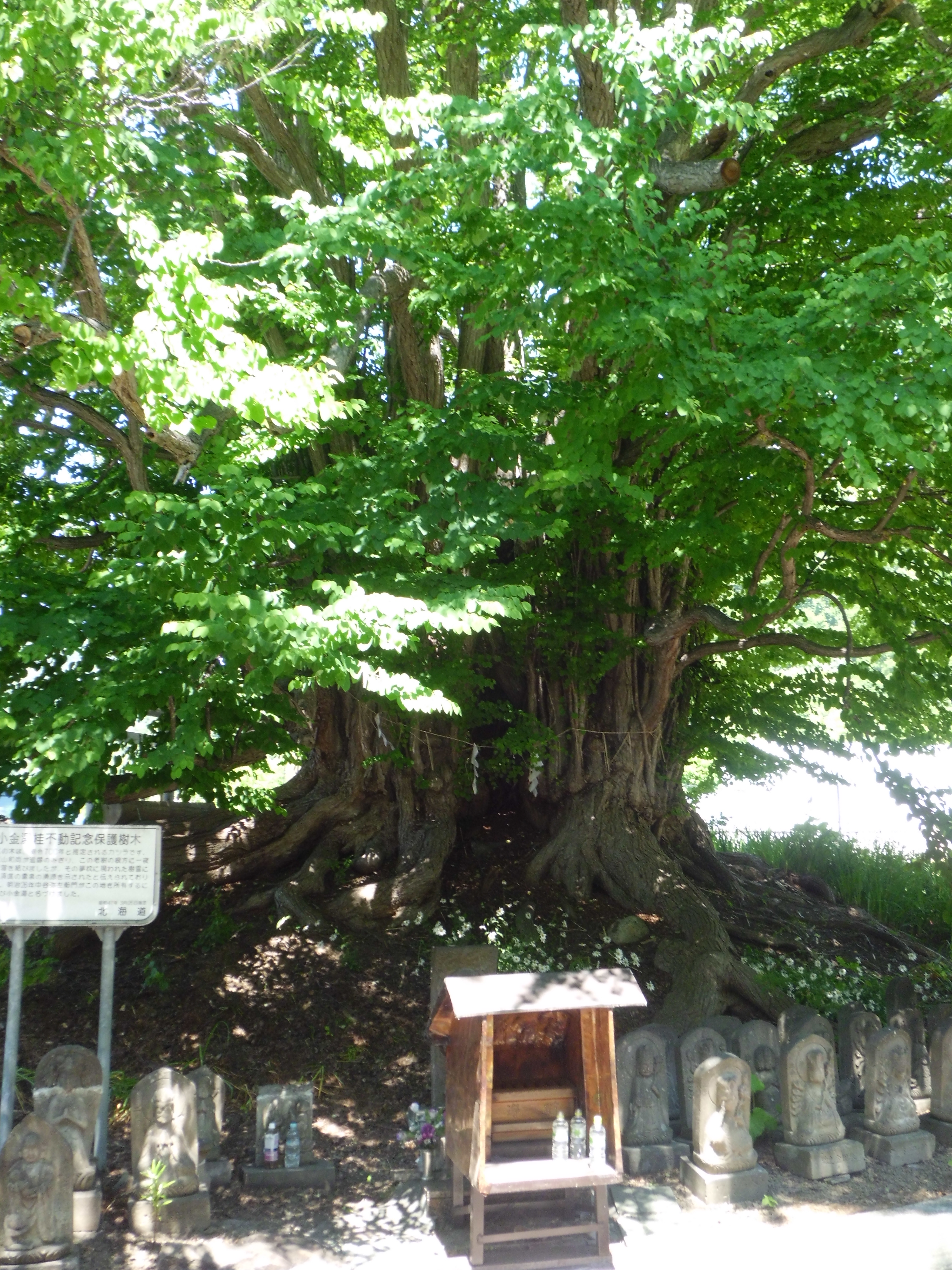
桂不動

## アクセス
- 札幌駅バスターミナルよりじょうてつバス「定山渓車庫前」行きまたは「豊平峡温泉」行きで「小金湯」下車。
- 真駒内駅よりじょうてつバス「定山渓車庫前」行きで「小金湯」下車。
- 新千歳空港・南千歳駅より北都交通の湯ったりライナー「定山渓車庫前」行きで「小金湯」下車。